# Homoneura defecta
Homoneura defecta är en tvåvingeart som beskrevs av Kim 1994. Homoneura defecta ingår i släktet Homoneura och familjen lövflugor. Inga underarter finns listade i Catalogue of Life.